# Demokratična fronta goriških, beneških in kanalskih Slovencev
Demokratična fronta goriških, beneških in kanalskih Slovencev je bila politična organizacija Slovencev v Italiji. 
Organizacijo so ustanovili 10. avgusta 1947 v Gorici. V programu, ki je izhajal iz izročil narodnoosvobodilne borbe so poudarili, da se bo organizacija neizprosno bojevala proti vsem, ki bi skušali razbiti enotnost Slovencev, in preprečevala vsak poizkus narodnostne in kulturne odtujitve slovenske manjšine od narodov Federativne ljudske republike Jugoslavije. Septembra 1947 so takratnemu predsedniku italijanske vlade Alcide De Gasperiju izročili spomenico za zaščito narodnostnih pravic Slovencev v Italiji; v tem smislu so aprila 1948 poslali spomenico tudi Organizaciji združenih narodov. Maja 1954 se je Demokratična fronta goriških, beneških in kanalskih Slovencev preimenovala v Socialistično fronto Slovencev; junija 1955 je nadaljevala delo kot Goriška kulturno-gospodarska zveza in se nato marca 1958 vključila Slovensko kulturno-gospodarsko zvezo, ki kot krovna organizacija združuje vse Slovence v Italiji.